# 千石兴太郎
千石兴太郎（日语：千石 興太郎/せんごく こうたろう，1874年2月7日—1950年8月22日），日本的政治家、工运者，积极推动农业合作化，曾担任東久邇宮稔彥王时期的农林水产大臣。